# Czikéli László
Czikéli László (Bukarest, 1934. július 31. – Budapest, 2007. június 1.) romániai magyar színész, a kolozsvári Állami Magyar Színház örökös tagja, Kakuts Ágnes férje.

## Életpályája
A marosvásárhelyi Szentgyörgyi István Színművészeti Intézetben szerzett oklevelet 1961-ben, ezt követően a marosvásárhelyi Székely Színház tagja lett. 1968–1976 között a Nagyváradi Állami Színház magyar társulatának tagja volt, 1977–1987 között a kolozsvári Állami Magyar Színházban játszott. Felesége Kakuts Ágnes színésznő volt.
Magyarországra áttelepülve a veszprémi Petőfi Színháznál játszott.

## Színházi szerepei

### Marosvásárhely
- Ghiurro – Karvas Péter: Éjféli mise, rendező: Harag György, 1961
- Német tiszt– Jan Otsenasek: Romeo, Júlia és a sötétség, rendező: Harag György, 1962
- Ionescu – Andi Andries: Rózsakert, rendező: Gergely Géza, 1963
- Rendőrfelügyelő – Friedrich Dürrenmatt: Fizikusok, rendező: Harag György, 1966
- Pista – Sütő András: Pompás Gedeon, rendező: Harag György, 1967

### Nagyvárad
- Klescs – Makszim Gorkij: Éjjeli menedékhely, rendező: Szabó József
- Angelo – William Shakespeare: Tévedések vígjátéka, rendező: Farkas István
- James Tyrone – Eugene O’Neill: Boldogtalan hold, rendező: Farkas István
- Angelo – William Shakespeare: Szeget szeggel, rendező: Farkas István
- Lovasrendőr – Molnár Ferenc: Liliom, rendező: Gáll Ernő
- Kurrah – Vörösmarty Mihály: Csongor és Tünde, rendező: Szabó József
- Lelkész – George Bernard Shaw: Az ördög cimborája, rendező: Gáll Ernő
- Hősszerelmes– Mihail Afanaszjevics Bulgakov: Molière, rendező: Farkas István
- Ionita – Aurel Baranga: Miniszter a barátom, rendező: Gáll Ernő
- Dr. Nutke – Gerhart Hauptmann: Naplemente előtt, rendező: Szombati Gille Ottó
- Viktor – Méhes György: Duplakanyar, rendező: Farkas István
- Victor Franz – Arthur Miller: Az alku, rendező: Farkas István
- Giordano Bruno – Maroti Lajos: Az utolsó utáni éjszaka, rendező: Farkas István, Lavotta Károly
- Az író – Sütő András: Anyám könnyű álmot ígér, rendező: Szabó József
- Tanító – Darvas József: A szakadék, rendező: Szabó József

### Kolozsvár
- Poenaru – Mihnea Gheorghiu: Pathetica 77, rendező: Harag György, 1977
- Rákóczy – Kemény Zsigmond: Özvegy és leánya, rendező: Bereczky Júlia, 1977
- Dionisio Genoni– Luigi Pirandello: IV Henrik, rendező: Kovács György, 1977
- Manolescu– Aurel Baranga: Barátom, a miniszter, rendező: Dan Alecsandru, 1977
- Richárd – Jókai Mór: A kőszívű ember fiai, rendező: Dehel Gábor, Márton János, 1978
- Bobs István – Hunyady Sándor: Pusztai szél, rendező: Bereczky Júlia, 1978
- Thészeusz: Szophoklész: Oidipusz Kolónoszban, rendező: Senkálszky Endre, 1978
- Mátyás – Ödön von Horváth: Férfiakat Szelestyének, rendező: Márton János, 1978
- Klescs – Gorkij : Éjjeli menedékhely, rendező: Harag György, 1979
- Katonatiszt– Danek Oldrich: Negyven gazfickó meg egy ma született bárány, rendező : Kincses Elemér, 1979
- József – Déry Tibor: Képzelt riport egy amerikai popfesztiválról, rendező: Horváth Béla, 1980
- Mark – Patrick Robert: Kennedy gyermekei, rendező: Horváth Béla, 1980
- Bessos fia – Sütő András: Szúzai menyegző, rendező: Harag György, 1981
- Dévényi László – Huszár Sándor: A mennybemenetel elmarad, rendező: Harag György, 1981
- Miloslavsky – M. Bulgakov: Iván, a rettentő, rendező: Tompa Gábor, 1982
- Apa – Oproiu Ecaterina: Nem vagyok az Eiffel-torony, rendező: Kovács Levente, 1982
- Ágoston Sándor – Lőrinczy László: A szerető, rendező: Harag György, 1982
- Gaman – Lucian Blaga: Manole Mester, rendező: Tompa Gábor, 1983
- Flambo – Tomcsa Sándor: Műtét, rendező: Harag György, 1983
- Barlangi Akhillesz – Csiky Gergely: A kaviár: rendező: Marton János, 1983
- Kalmár – Vörösmarty Mihály: Csongor és Tünde, rendező: Harag György, 1984
- Sache – Tudor Musatescu: Este érkezem, rendező: V. Tudor Popa, 1985
- Feledi– Tóth Ede: A falu rossza, rendező: Marton János, 1985
- Menelaosz – Mircea Eliade: Iphigeneia, rendező: Alexandru Dabija, 1986
- Edek – Sławomir Mrożek: Tangó, rendező: Tompa Gábor, 1985

### Veszprém
- Leopold– Szirmai Albert: Mágnás Miska, rendező: Sík Ferenc, 1987
- Pilátus– Balogh Elemér-Kerényi Imre: Csíksomlyói passió, rendező: Kerényi Imre, 1987
- Bábjátékos– Illyés Gyula: Dupla vagy semmi azaz két életet vagy egyet se, rendező: Szabó József, 1987
- Tóbiás– Edward Albee: Kényes egyensúly, rendező: Paál István, 1988
- Mr. Wardle; Bíró– Wolf Mankowitz: A Pickwick klub, rendező: George Roman, 1988
- Aba Sámuel– Sík Sándor: István király, rendező: Paál István, 1988
- Saulus-Paulus– Drago Jančar: A agy briliáns valcer, rendező: Paál István, 1989
- MÁV-tiszt– Gyurkovics Tibor: Boldogháza, rendező: Tordy Géza, 1989
- IV. Béla– Kocsis István: Árpád-házi Szent Margit, rendező: Vándorfi László, 1989
- Solvejg apja; Pap– Henrik Ibsen: Peer Gynt, rendező: Paál István, 1989
- Bisztricay– Móricz Zsigmond: Rokonok, rendező: Kovács András, 1990
- Bóbitás Janó– Ion Luca Caragiale: Farsang, rendező: Dan Micu, 1990
- Chamerot– Georges Feydeau: Egy hölgy a Maximból, rendező: Vámos László, 1990
- La Trémouille– George Bernard Shaw: Szent Johanna, rendező: Iglódi István, 1991
- Középkorú úr– Eörsi István: Párbaj egy tisztáson, rendező: Paál István, 1991
- Borzsák Máté– Emőd Tamás-Török Rezső: Ipafai lakodalom, rendező: Rátonyi Róbert, 1991
- Gazda– Csukás István: Gyalogcsillag, rendező: Krámer György, 1991
- Miuszov– Fjodor Mihajlovics Dosztojevszkij: Karamazovok, rendező: Dan Micu, 1992
- Loriot őrmester– Henri Meilhac: Nebáncsvirág, rendező: Rátonyi Róbert, 1992
- Főnök– Asztalos István: Szellőjáró köpönyeg, rendező: Ivánka Csaba, 1993
- Feri bácsi– Kálmán Imre: Csárdáskirálynő, rendező: Vándorfi László, 1993
- Dr. Lidérczy Belzebub– Michael Ende: A pokoli puncs-pancs, rendező: Trokán Péter, 1994

## Filmszerepei
- Ítélet (1970), rendező: Kósa Ferenc
- Makra (1972), rendező Rényi Tamás
- 80 huszár (1978), rendező Sára Sándor
- Titánia, Titánia, avagy a dublőrök éjszakája (1988) rendező: Bacsó Péter
- Soha, sehol, senkinek! (1988) rendező: Téglássy Ferenc
- Iskolakerülők (1989) rendező: Kardos Ferenc
- Könyörtelen idők (1992) rendező: Sára Sándor, 1992
- Vigyázók (1993) rendező: Sára Sándor, 1993
- Honfoglalás (1996) rendező: Koltay Gábor, 1996
- Sacra Corona (2001) rendező: Koltay Gábor